# Boushra Yahya Almutawakel
Boushra Yahya Almutawakel (née en 1969 à Sanaa au Yémen) est une photographe yéménite. Son travail porte sur la perception internationale des Arabes et des musulmans et se concentre particulièrement sur la perception des questions de genre et de la représentation des vêtements des femmes Arabes et musulmanes,,

## Carrière
Almutawakel vivait aux États-Unis pour ses études au moment des attentats du 11 septembre, ce qui la conduit à se concentrer sur la perception, à la fois positifs et négatifs, des Arabes et des musulmans. Elle se base sur la remarque de l'écrivaine Égyptien Nawal El Saadawi, remarque qui dit que « les femmes qui portent le hijab ou le niqab sont les mêmes que les femmes qui portent du maquillage dans le sens qu'elles cachent leur véritable identité », et elle cherche à interpréter l'idée de Saadawi par le biais de la photographie. Le travail d'Almutawakel examine également les moyens historiques et présent qu'ont les femmes Yéménites pour couvrir leur corps. Discutant du sujet de ses photos, Almutawakel dit « Je veux être attentive à ne pas nourrir les stéréotypes négatifs que l’on voit communément dans les médias occidentaux, à propos des femmes voilées, explique-t-elle. Notamment la notion selon laquelle beaucoup, voire toutes les femmes portant le voile, sont faibles, oppressées, ignorantes, et arriérées »,. Sa série représente le voile sous toutes ses formes, pour montrer les différentes façons dont les femmes portent le voile dans le monde arabe.
Un autre de ses projets, What if, représente des femmes habillées en vêtements traditionnels masculins ; Almutawakel explique que « les vêtements traditionnels des hommes sont très similaires aux vêtements longs, lâches, modestes et couvrant souvent la tête des femmes. L'accent dans les médias Occidentaux est toujours mis sur la façon dont les femmes sont habillées donc j'ai voulu remettre en cause cette idée ».
Dans Disparition, elle montre comment les femmes sont condamnées à la noirceur et à l'invisibilité par le voile, étape par étape. Elle explique dans des interview comment le voile empêche de bien entendre ou de bien voir, limitant les sens des femmes qui le portent. Elle se met en scène avec sa fille qui tient dans sa main une poupée Fulla,. En 2010, elle créé une série France, en lien avec la loi sur l’interdiction du port du voile intégral. À travers ses projets, elle fait du voile une revendication féministe.
Elle travaille comme photographe pour le British Council, Care International et l'Organisation des Nations unies ; et travaille également pour l'ambassade du Yémen à Washington, DC en tant que consultante sur des affaires culturelles et pour le Ministère des droits de l'Homme yéménite sur la question des femmes.
En 2018, elle est nommée comme l'une des 100 Women de la BBC. Elle se considère comme pro-choix sur le port du voile.